# Bellignat
Bellignat es una comuna francesa situada en el departamento de Ain, de la región de Auvernia-Ródano-Alpes.

## Geografía
Forma parte de la aglomeración urbana de Oyonnax.

## Demografía
| 509 | 649 | 837 | 832 | 1 077 | 2 602 | 3 233 | 3 488 | 3 590 | 3 624 |
| Para los censos de 1962 a 1999 la población legal corresponde a la población sin duplicidades (Fuente: INSEE [Consultar]) |     |     |     |       |       |       |       |       |       |